# Терскей Алатау
Терскей Алатау или Терскей Алатоо (на киргизки: Тескей Ала-Тоо; на казахски: Теріске́й Алата́у; на руски: Терскей-Алатау) е планински хребет в Среден Тяншан, разположен на територията на Киргизстан (Исъккулска и Наринска област) и Казахстан (Алматинска област). Простира се от запад на изток на протежение от 375 km, като затваря от юг котловината на езерото Исъккул и загражда от север Вътрешен Тяншан. На запад достига до долината на река Чу и дълбоката, проломна долина на дясната я съставяща Кара Куджур, а на изток чрез прохода Ашутар (3933 m) се свързва с хребета Сариджаз. Северният му склон, обърнат към котловината на езерото Исъккул е стръмен и висок, разчленен от дълбоки и тесни долини, в горната част на които има широки ледникови трогови долини и циркуси с долинни ледници и фирнови полета. Обща площ на ледниците е 1080 km². Гребенът му е наклонен на юг и е увенчан с плоски заледени върхове. Южният му склон е полегат и почти се слива с обширните съртови котловини на Вътрешен и Централен Тяншан. Изграден е основно от гранити, метаморфни шисти и варовици. В дълбоките долини по северния му склон растат смърчови гори, билните му части са покрити от алпийски пасища и планински степи, а южният склон му склон е зает от камениста високопланинска тундра, преминаваща в студена високопланинска пустиня на съртовите котловини.
Хребета Терскей Алатау се дели на три обособени части – Западна, Средна и Източна:
Западната част с дължина около 165 km се простира между долината на река Чу и дълбоката, проломна долина на дясната я съставяща Кара Куджир на запад и прохода Барскаун (3754 m) на изток. Максимална височина 4747 m. На три места тази част се пресича от проходи: Семиз Бел (2715 m) на запад, проход с височина 3727 m в средата и Тасор (3893 m) на изток. На север текат малки, къси и бурни реки, вливащи се в езерото Исъккул, а от южните му склонове водят началото си реките Кара Кулджур и Малък Нарин (десен приток на Нарин).
Средната част с дължина около 125 km се простира между проходите Барскаун (3754 m) на запад и Чон Асуу (3822 m) на изток. Максимална височина връх Ит Тиш 4808 m, (42°00′30″ с. ш. 77°55′52″ и. д. / 42.008333° с. ш. 77.931111° и. д.), най-високата точка на целия хребет. На север текат малки, къси и бурни реки, вливащи се в езерото Исъккул или леви притоци на Тюп, а от южните му склонове водят началото си река Тарагай (десен приток на Нарин) и реките Учкьол и Кьолюу (десни притоци на Сариджаз).
Източната част е най-къса (85 km) и най-ниска и се простира между проходите Чон Асуу (3822 m) на запад и Ашутар (3933 m) на изток. На две места този участък се пресича от проходи: Мингтур (3957 m) и Кокпак (3482 m). От северните му склонове води началото си река Тюп (влива се в езерото Исъккул) и реките Кокжар, Текес и др. (от басейна на река Или), а от южните му склонове – малки, къси и бурни десни пиртоци на Сариджаз.

## Топографска карта
- К-43-Б М 1:500000[2]
- К-43-Г М 1:500000[3]
- К-44-А М 1:500000[4]